# Arteterapie
Arteterapie je definována s ohledem na vlastní metody, monografie a vznik asociací jako samostatný a svébytný obor pod názvem umělecké terapie (společně s muzikorteterapií, dramaterapií a tanečně - pohybovou terapií). Na Slovensku je součást léčebné pedagogiky zaměřená na léčení prostřednictvím obrazu a výtvarných aktivit, což využíval už C. G. Jung, když se svými pacienty tvořil mandaly. Na jeho práci navázalo mnoho arteterapeutů, včetně Joan Kelloggové. Ta dále rozvinula Jungovo pozorování, že lidé v průběhu individuace volí symboly typické pro jednotlivé fáze vývoje. Analyzovala tisíce mandal a sestavila tzv. velký kruh mandaly, který je využíván při mandalovém diagnostickém testu. Koncept velkého mandalového kruhu lze v arteterapii využít nejen jako obraz aktuálního duševního rozpoložení, ale i pro zpracování osobních témat nebo při hledání významů mandal.
Samotné slovo arteterapie se skládá ze dvou slov. "Arte" je indoevropského původu a znamená nadání, později řemeslná profese a dnes umění. Druhá část slova pochází z řeckého "therapeia", což znamená léčba, léčení.
Mezinárodní asociace uměleckých terapií definuje arteterapii jako: "Světový název Art Therapy můžeme volně do češtiny přeložit jako Terapie uměním. V ČR se začal hojně užívat název Umělecké terapie. Do Uměleckých terapií spadají čtyři hlavní terapeutické obory, kde se jednotlivé terapie liší svým prostředkem. Jedná se o Arteterapii, Muzikoterapii, Dramaterapii a Tanečně - pohybovou terapii. Společně se tedy řadí pod obecný název Art therapy - Umělecké terapie."
Česká arteterapeutická asociace definuje arteterapii jako: "léčebný postup, který využívá výtvarného projevu jako hlavního prostředku poznání a ovlivnění lidské psychiky a mezilidských vztahů. Někdy bývá přiřazována k psychoterapii a jejím jednotlivým směrům, jindy je pojímána jako svébytný obor. Obvykle se rozlišují dva základní proudy, a to terapie uměním, v níž se klade důraz na léčebný potenciál tvůrčí činnosti samotné a artpsychoterapie, kde výtvory a prožitky z procesu tvorby jsou dále psychoterapeuticky zpracovávány." Za účelem terapie je vlastní tvorba kombinována s dalšími technikami, jako je např. technika Eugena Gendlina focusing.
"V širším smyslu arteterapie znamená léčbu uměním, například pomocí hudby, poezie, prózy, tance, divadla a výtvarného umění, v užším slova smyslu znamená arteterapie léčba výtvarným uměním. Arteterapii dělíme na receptivní a produktivní." 
"Arteterapie využívá výtvarné umění jako prostředek k osobnímu vyjádření v rámci komunikace, spíše než aby se snažila o esteticky uspokojivé výsledné produkty, posuzované vnějšími měřítky. Tento druh činnosti získal název „arteterapie“ zejména proto, že se nejvíce rozvinul v oblasti duševního zdraví a převážně v zařízení pro duševně nemocné."
Arteterapie může probíhat individuálně i ve skupině. Slouží především k harmonizaci osobnosti.

## Arteterapie využívá
- tvorbu jako je kresba, malba, koláž, práce s hlínou nebo jiným materiálem, který umožňuje vnitřní prožitek zvnějšnit a podívat se něj z odstupu, z různé vzdálenosti, ale také z jiného úhlu atd.
- příběh (pohádkový nebo snový), který je metaforou našeho života – vždy když o někom nebo o něčem mluvíme, mluvíme o sobě a svém vnímání světa
- hudbu, kdy mluvíme o muzikoterapii
- divadlo, kdy mluvíme o dramaterapii

## Léčení problémů
V čem může arteterapie pomoci:
- při léčbě somatických onemocnění
- při překonávání strachu
- při životních změnách (ztráta partnera, ztráta zaměstnání, ukončení školy)
- při snaze porozumět sobě i druhým
- při práci se sny